# 박동성
박동성(한국 한자: 朴東成, 1983년 5월 28일 ~ )은 대한민국의 전 축구 선수이며, 포지션은 미드필더였다.